# Picidae
Pour les articles homonymes, voir Picidae (homonymie).
Famille
Les Picidae (ou Picidés en français) sont une famille d'oiseaux constituée de trente genres et de 234 espèces existantes, dont la majorité sont connues comme pic. Bien qu'ils ne le fassent pas tous, ils sont connus dans la culture populaire (en particulier en Amérique) pour leur habitude à cogner rapidement le tronc des arbres avec leur bec pour marquer leur territoire, principalement en période nuptiale. Il s'agit du tambourinage, régulier et très bruyant. Différent de l'autre sorte de bruit qu'ils produisent, le martèlement, bruit produit pour creuser les troncs à la recherche d'insectes ou pour construire un nid dans un arbre au bois ramolli par l'action de champignons tels la tramète du pin. Ce bruit-ci, le martèlement, est irrégulier et quasiment silencieux ; le Grand Pic (Dryocopus pileatus) en est un bon exemple.

## Description
Les Picidés sont des oiseaux de taille petite à plutôt grande (de 7,5 à 60 cm), au bec droit moyennement long. Leurs courtes pattes portent quatre longs doigts, quelques espèces en ayant seulement trois. La plupart ont la queue longue, avec de solides rectrices médianes. Leur longue langue est munie d'une pointe barbelée, adaptée à saisir les insectes.

## Habitats et répartition

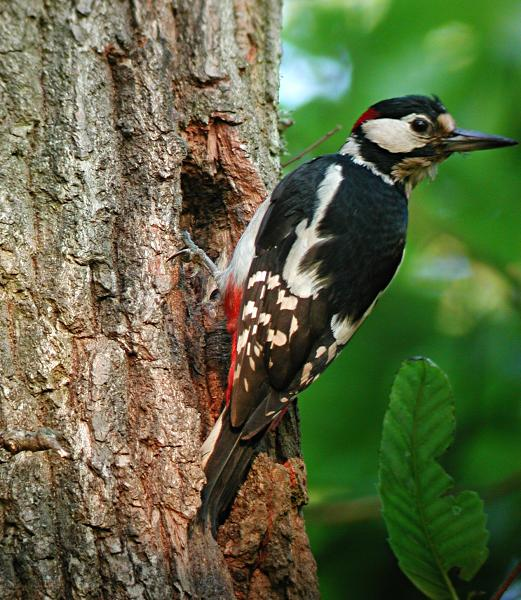
Le pic épeiche est très répandu en Europe.

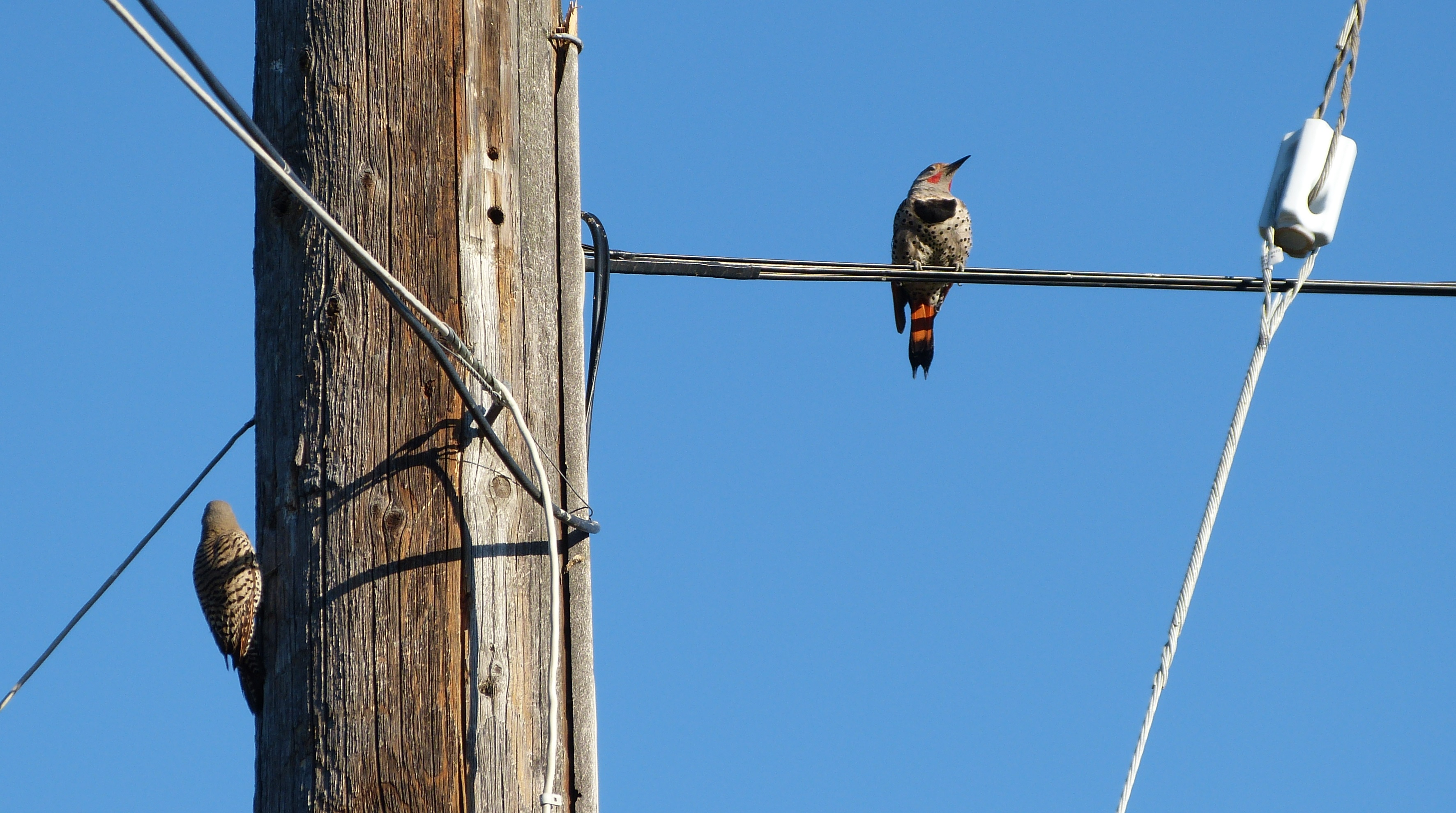
Un pic sur un câble téléphonique. Okanagan, Colombie-Britannique, (Canada)

Les Picidés sont presque cosmopolites, à l'exception des régions des plus septentrionales, de l'Australie et de l'Antarctique. Ils vivent dans les forêts, les zones boisées et les prairies, depuis les régions tempérées froides jusqu'aux tropiques.
En France, neuf espèces de pics sont recensées, dont le pic vert, le pic cendré, le pic épeiche ou le pic épeichette, ainsi que le pic de Guadeloupe, endémique de l'archipel.

## Communication

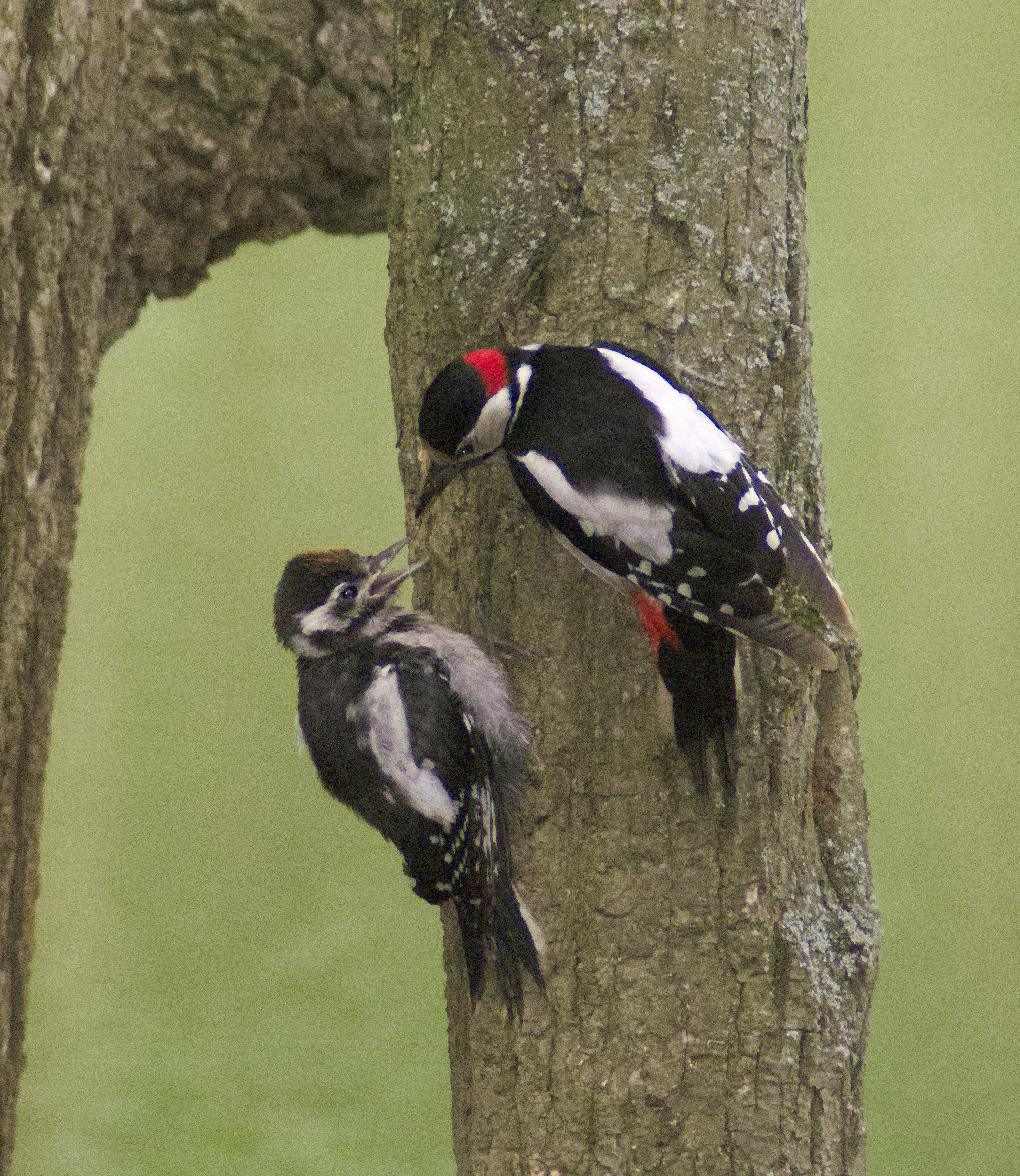
Un pic nourrit un poussin dans la Forêt de Bitsevski

### Tambourinage
Le tambourinage est une forme de communication non vocale utilisée par la plupart des espèces de pics et implique que le bec frappe à plusieurs reprises sur une surface dure avec une grande rapidité. Après une pause, le roulement du tambour est répété, chaque espèce ayant un motif qui est unique dans le nombre de battements, leur longueur tant du battement que de la pause et la cadence. Le tambourinage est principalement un signal territorial, équivalent au chant d'un passereau, les oiseaux mâles tambourinant plus fréquemment que les femelles. Les pics choisissent une surface qui résonne, comme un arbre creux, et peuvent utiliser des structures artificielles telles que des gouttières. Le tambour sert à la reconnaissance mutuelle des congénères et joue un rôle dans les rituels de cour. Il est possible que les oiseaux individuellement sont capables de distinguer le tambourinage de leurs compagnons et celui de leurs voisins.

## Systématique
Trois groupes sont distingués dans la famille des Picidés. Le groupe des torcols, contrairement aux autres Picidés, ne creusent pas de cavités dans les arbres pour nicher mais utilisent des cavités naturelles. Ils vivent aussi dans des milieux moins forestiers. Le groupe des picumnes, qui sont des petits pics originaires principalement des forêts d'Amérique du Sud (composé de trois espèces en Asie et d’une seulement en Afrique). Comme la plupart des vrais pics, ce sont des zygodactyles mais leurs rectrices sont plus molles et arrondies que celles des pics. Pour cette raison, ils sont observés plus souvent perchés qu'accrochés aux troncs des arbres. Comme les pics, ils ont aussi une langue allongée, mais leur bec est moins pointu et moins long. Ils recherchent de préférence leurs proies  dans les troncs en décomposition. Pour nicher, ils réutilisent souvent des cavités abandonnées par les pics. Enfin, le dernier groupe est celui des « vrais pics », les Picinae.

### Liste des genres
Par ordre alphabétique :
- Blythipicus (2 espèces)
- Campephilus (12 espèces)
- Campethera (11 espèces)
- Celeus (12 espèces)
- Chloropicus (3 espèces)
- Chrysocolaptes (10 espèces)
- Chrysophlegma (3 espèces)
- Colaptes (13 espèces)
- Dendrocopos (12 espèces)
- Dendrocoptes (3 espèces)
- Dendropicos (12 espèces)
- Dinopium (5 espèces)
- Dryobates (6 espèces)
- Dryocopus (6 espèces)
- Gecinulus (3 espèces)
- Geocolaptes (1 espèce)
- Hemicircus (2 espèces)
- Jynx (2 espèces)
- Leiopicus (1 espèces)
- Leuconotopicus (6 espèces)
- Meiglyptes (4 espèces)
- Melanerpes (24 espèces)
- Micropternus (1 espèce)
- Mulleripicus (4 espèces)
- Nesoctites (1 espèce)
- Pardipicus (2 espèces)
- Picoides (3 espèces)
- Piculus (7 espèces)
- Picumnus (25 espèces)
- Picus (14 espèces)
- Sasia (2 espèces)
- Sphyrapicus (4 espèces)
- Veniliornis (14 espèces)
- Verreauxia (1 espèce)
- Xiphidiopicus (1 espèce)
- Yungipicus (7 espèces)

D'après Alan P. Peterson, les picidés sont constituées de trois sous-familles. D'après la classification de référence (version 5.1, 2015) du Congrès ornithologique international, ces trois sous-familles sont constituées des genres suivants (ordre phylogénique) :
- sous-famille Jynginae (torcols)
  - genre Jynx Linnaeus, 1758 (2 espèces)
- sous-famille Picumninae (31 espèces)
  - genre Picumnus Temminck, 1825 (27 espèces)
  - genre Sasia Hodgson, 1837 (3 espèces)
  - genre Nesoctites Hargitt, 1890 (1 espèce)
- sous-famille Picinae (201 espèces)
  - genre Hemicircus (2 espèces)
  - genre Melanerpes (24 espèces)
  - genre Sphyrapicus (4 espèces)
  - genre Xiphidiopicus (1 espèce)
  - genre Campethera (12 espèces)
  - genre Geocolaptes (1 espèce)
  - genre Dendropicos (15 espèces)
  - genre Dendrocopos (24 espèces)
  - genre Picoides (12 espèces)
  - genre Veniliornis (14 espèces)
  - genre Piculus (7 espèces)
  - genre Colaptes (13 espèces)
  - genre Celeus (12 espèces)
  - genre Dryocopus (7 espèces)
  - genre Campephilus (11 espèces)
  - genre Chrysophlegma (3 espèces)
  - genre Picus (13 espèces)
  - genre Dinopium (5 espèces)
  - genre Chrysocolaptes (8 espèces)
  - genre Gecinulus (2 espèces)
  - genre Sapheopipo (1 espèce)
  - genre Blythipicus (2 espèces)
  - genre Reinwardtipicus (1 espèce)
  - genre Micropternus (1 espèce)
  - genre Meiglyptes (3 espèces)
  - genre Mulleripicus (3 espèces)

### Liste des espèces
D'après la classification de référence du Congrès ornithologique international (version 5.1, 2015) :